# Gobelet (prestidigitation)
Pour les articles homonymes, voir gobelet.

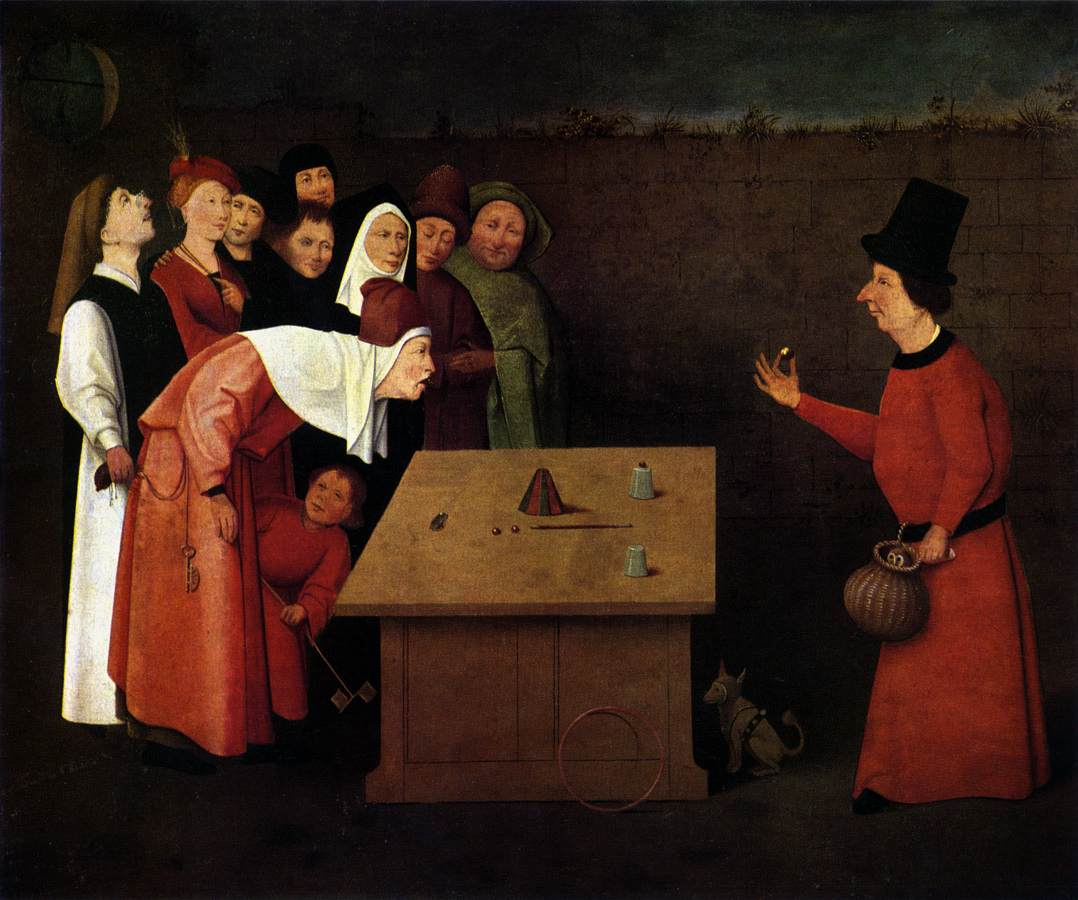
L'Escamoteur, visible au Musée municipal de Saint-Germain-en-Laye, jadis attribué à Jérôme Bosch

Les gobelets sont parmi les plus anciens objets utilisés par les prestidigitateurs et escamoteurs.

## Histoire du tour
On trouve la première description précise du manipulateur de gobelets dans la vingtième lettre du tome III des Lettres grecques d'alciphron (IIe siècle).
Sénèque, à la fin de sa vie, évoque aussi les prestidigitateurs qui utilisent des calculi (petits cailloux)  : Sic ista sine noxa decipiunt quomodo praestigiatorum acetabula et calculi, in quibus me fallacia ipsa delectat (Lettres à Lucilius )
Le Moyen Âge donne plusieurs représentations du tour de gobelets, en particulier L'Escamoteur, où on voit un complice tirer la bourse d'un spectateur médusé par la disparition de la muscade. Un gobelet figure également sur la table du bateleur représenté sur la première carte du Tarot de Marseille. 
Le jeu des gobelets apparaît aussi plusieurs fois chez Rabelais, soit comme matière d'enseignement, soit comme divertissement (les joueurs de gobelets (ou « goubelets ») sont nommés « trajectaires », et il est dit que les meilleurs sont à aller voir à « Chauny en Picardie. »
On trouve également trace du jeu des gobelets dans le livre de Reginald Scot, The Discoverie of Witchcraft (1584)
Dans les temps modernes, le « noble jeu des gobelets » a quitté les tables des bateleurs de foire pour les spectacles de close-up. Sa présentation et surtout sa construction ont été renouvelées par l'apport de Dai Vernon (1894-1992) dit « Le professeur », et plus récemment par Michael Ammar. Mais en France, on peut considérer que, parallèlement à Dai Vernon, le magicien iranien Medjid Khan Rezvani a apporté certaines passes et enchaînements qui seront repris après lui, dans sa routine des Coussinets de la Princesse (il prétendait que ce tour lui venait des magiciens persans rencontrés dans son enfance, qui eux-mêmes le tenaient de magiciens chinois).
Dans les années 1970, le magicien égyptien Luxor Gali Gali, né Mahgoub Mohammed Hanafi en 1902, a étonné avec ce tour en multipliant poussins et petits canards sous les gobelets.
Le principe de cette routine a été repris par Max ZARGAL dès 1980, il continue d'ailleurs à présenter ce tour des "Tasses et des petits poussins" comme encore récemment en mars 2012 au Festival international de Magie de Forges les Eaux. La routine de gobelets du magicien Max Zargal est décrite dans l'ouvrage "30 effets avec la boite Okito" paru aux Éditions techniques du spectacle en 1982. 
Actuellement, le magicien anglais Gazzo en propose une étonnante version de rue.
Harry Houdini aurait dit qu'un magicien qui ne sait pas présenter le jeu des gobelets n'est pas digne de ce nom.

## Matière
Les gobelets sont généralement fabriqués en laiton poli, mais on en trouve des modèles en argent ou en métal doré.
Selon les routines, on utilise un, deux ou plus, généralement trois gobelets.

## Effets du tour
Les effets consistent à faire apparaitre et disparaitre mystérieusement des muscades qui passent ainsi d'un gobelet à l'autre ou se retrouvent dans la poche du prestidigitateur. Le point culminant (climax) consiste souvent à faire apparaitre des objets insolites (fruits, légumes, voire des poussins ou des souris blanches).